# Pallers (Monet)
 Pallers  fa referència a una sèrie de pintures impressionistes del pintor francès Claude Monet. El subjecte central de tots els quadres són pallers en els camps després de la collita. El títol es refereix principalment a una sèrie de vint quadres pintats entre la fi de l'estiu de 1890 i la primavera següent. La sèrie és coneguda pel seu ús temàtic de la repetició per mostrar diferències en la percepció de llum en diferents moments del dia, estacions i tipus de temps. Els subjectes van ser captats en camps prop de la llar de Monet a Giverny, França.
La sèrie figura entre les obres més notables de l'artista, juntament amb la dels nenúfars. Encara que les col·leccions més grans de Monet estan a París al Musée d'Orsay i al Musée Marmottan Monet, hi ha altres col·leccions notables de Monet a Boston (Massachusetts) al Museu de Belles Arts, a la Ciutat de Nova York al Museu Metropolità d'Art i al Museu d'Art Modern, i a Tòquio al Museu Nacional d'Art Occidental.
Sis dels quadres sobre pallers són a l'Institut d'Art de Chicago, a més, el Museu de Belles Arts de Boston en té dos, i el Museu d'Orsay a París, en té un. Altres museus que tenen parts d'aquesta sèrie a la seva col·lecció inclouen: el Centre Getty a Los Angeles, el Hill-Stead Museum a Farmington, Connecticut (que també té un de cinc quadres d'una collita anterior), la Galeria Nacional d'Escòcia a Edimburg, Escòcia, l'Institut d'Art de Minneapolis, Minnesota, Kunsthaus Zürich a Zúric, Suïssa, i el Museu Shelburne, a Vermont. També diverses col·leccions privades tenen quadres de pallers.